# Cranichis candida
Cranichis candida är en orkidéart som först beskrevs av João Barbosa Rodrigues, och fick sitt nu gällande namn av Célestin Alfred Cogniaux. Cranichis candida ingår i släktet Cranichis, och familjen orkidéer. Inga underarter finns listade i Catalogue of Life.

## Bildgalleri

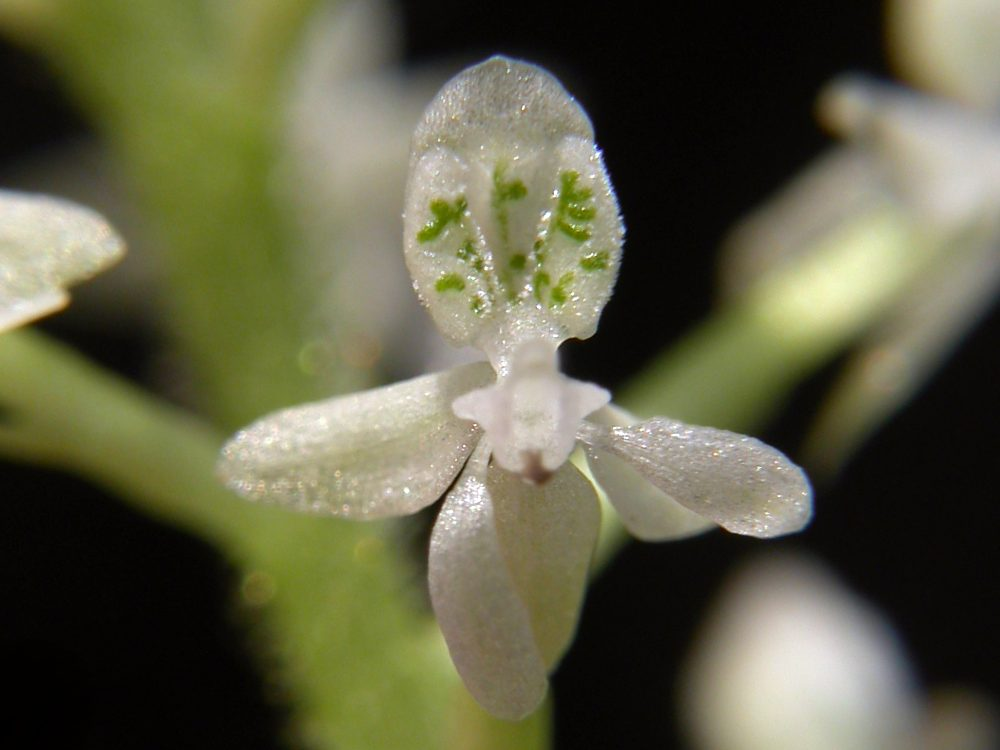